# Redmi Note 8 Pro
Redmi Note 8 Pro是小米科技旗下的子品牌Redmi（原红米手机系列）于2019年8月29日在北京发布的一款智能手机，与Redmi Note 8同为Redmi Note系列的第7代迭代机型系列，同时也是红米手机系列升级为小米集团旗下子品牌以后的第二代迭代机型系列。
Redmi Note 8 Pro和Redmi Note 8在外观、核心参数和元器件等方面存在巨大差异。标准版本请参见Redmi Note 8。

## 简介
Redmi Note 8 Pro搭载一块6.53英寸（对角线）2340*1080分辨率的LCD屏幕，屏幕上方设有水滴形状的前置摄像头凹口。机身背部中上部设置四颗摄像头，分别为由三星电子提供的6400万像素主相机（S5KGW1）、800万像素的超广角镜头、以及两颗200万像素的辅助镜头，分别作为景深和微距传感器使用。

### 核心配置
在系统芯片方面，该机时隔两年之后再次在Note系列上搭载了联发科技的SoC：Helio G90T（MT6785V） ，为联发科技与小米集团合作研制的定制芯片。同时，Redmi首次在Redmi Note系列上搭载了2133MHz的LPDDR4x规格RAM芯片以及UFS2.1规格闪存存储。RAM提供6GB和8GB两种规格可选，ROM提供64GB、128GB、256GB三种规格可选。

### 外观及配色
Redmi Note 8 Pro提供贝母白（带有炫光镀膜的白色玻璃后盖、银色电镀塑料中框）、冰翡翠（暗绿色哑光玻璃后盖、绿色电镀塑料中框）以及电光灰（灰色哑光玻璃后盖、灰黑色哑光塑料中框）三种配色。
2019年11月11日，小米在其台湾官方站宣布其台湾版本增加海洋蓝（带有炫光镀膜的蓝色玻璃后盖、蓝色电镀塑料中框）配色，随后又于11月25日在其官方推特宣布了这一版本的国际版，售价与其他版本持平。
2020年1月8日，Redmi又在微博上宣布在中国大陆地区市场追加暮光橙（橙红渐变玻璃后盖、橙色哑光塑料中框）配色，这款配色仅提供6GB RAM/128GB ROM、8GB RAM/128GB ROM两种存储组合，机身背部的图案设计类似于Redmi 8和Redmi 8A的橙色配色，后盖中部有一道自上而下的圆角条状色带。

### 售价
Redmi Note 8 Pro提供6GB RAM/64GB ROM、6GB RAM/128GB ROM、8GB RAM/128GB ROM三种存储配置，中国大陆地区市场售价分别为1399元人民币、1599元人民币和1799元人民币。2019年10月26日，Redmi又追加了8GB RAM/256GB ROM的存储配置，中国大陆地区市场售价为1899元人民币。

## 设计
与前代产品Redmi Note 7 Pro不同，Redmi Note 8 Pro的外观ID设计与其标准版本Redmi Note 8差异巨大。不仅屏幕比Redmi Note 8更大，其机身造型、后置镜头及指纹识别区域的排布等诸多方面也都有异于Redmi Note 8 。Redmi宣称其采用了跑车灵感的机身外形设计，更易贴合手掌。其指纹识别区域也与居中上下排布的三颗摄像头集中于一个部件内，使指纹识别区域得以隐藏。但由于摄像头区域凸出于机身，使得指纹识别区域牺牲了手感，略显硌手。
为提升Redmi Note系列性能方面的素质，Redmi采用了联发科技于2019年8月公布的G90T型系统芯片。但由于其制程较高通和海思麒麟稍显落后，从而带来发热量较大的问题，Redmi采用了称之为“液冷技术”的导热铜管，配之石墨散热层，使其能够快速散热。并且根据其硬件的能耗比表现，Redmi为其配置了4500mah的电池。
Redmi Note 8 Pro还是Redmi Note系列中首款搭载NFC技术的机型，支持模拟卡、读写卡以及中国大陆地区部分城市的公交/地铁支付功能。

## 销售
Redmi Note 8 Pro于北京时间2019年8月29日18时开启100元定金预售，并于同年9月3日上午10时正式在网络及线下市场销售。而与其同时发布的Redmi Note 8则于2019年9月10日开启预售，并在2019年9月17日上午10时正式在网络及线下市场销售。
2019年9月4日，Redmi总经理卢伟冰宣布Redmi Note 8 Pro开售首日在中国市场总销量突破30万台。
2019年12月2日，Redmi在微博宣布其Note 8系列全球销量已超过1000万台，但未公布Redmi Note 8 Pro的销量数据。

## 评议
- 由于业内对于联发科技所研发的系统芯片一直存在诟病，Redmi Note 8 Pro一经发布便引发巨大争议。中国大陆地区某科技自媒体在其内部测试时，宣称其机身温度达到了近58℃，亦有其他自媒体佐证了这一观点[9]，引起了巨大的话题讨论量 ，甚至一度“全网坐等G90T‘翻车’”。但该自媒体之后在其发布的视频中澄清，近58℃的高温仅在破解某款大型手机游戏的极限性能模式后才会出现，且一般用户不会去破解极限性能使用，因此对日常使用影响不大[10]。
- Redmi总经理卢伟冰在发布会现场对该款机型所对标的华为荣耀9X系列提出诸多宣传和营销上的质疑，亦引起诸多网友热议。
- 2019年11月，有媒体在3C认证网站上发现Redmi注册了一款搭载高通骁龙730G SoC的产品，支持27W充电功率，其他参数与Redmi Note 8 Pro较为相近，疑似为其骁龙版本。Redmi总经理卢伟冰针对这一争议回应，Redmi Note 8 Pro无骁龙版本[11]。后被证实该款机型其实是Redmi K30的4G版本。